# Cellule parafolliculaire

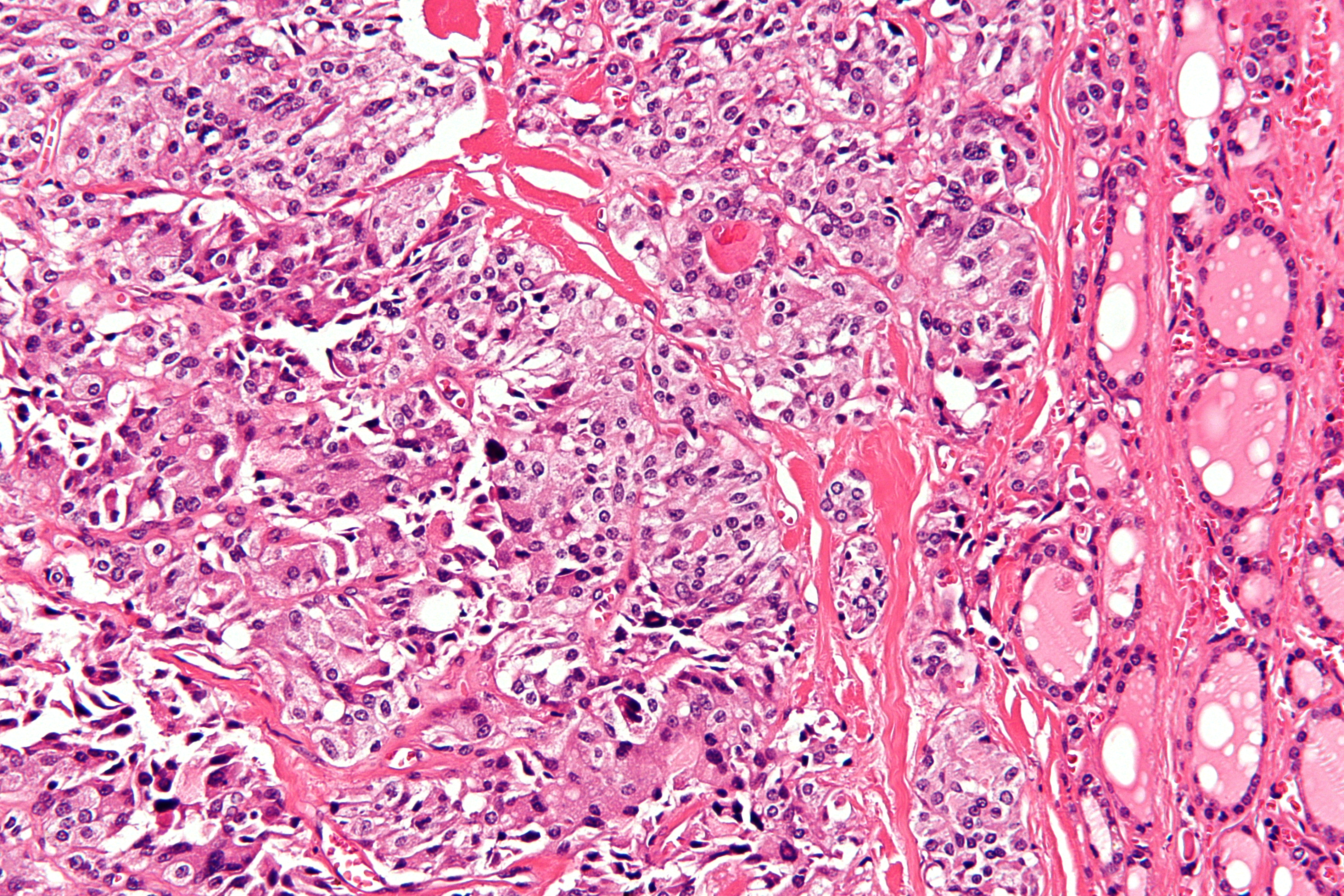
Cellule Parafolliculaire

Les cellules parafolliculaires ou cellules C, sont des cellules de la thyroïde qui produisent et sécrètent de la calcitonine.
Les cellules C ont un aspect plus pâle que celles de la thyroïde. Elles se trouvent autour des follicules dans une proportion de une pour cinq thyréocytes. Les cellules C dérivent des crêtes neurales, donc du neuroectoderme.